# 劉蒼
劉 蒼（りゅう そう、? - 建初8年1月29日（83年3月7日））は、後漢の人。漢の光武帝劉秀の皇子で、明帝の同母弟。東平憲王。

## 略歴
光武帝と陰麗華のあいだの子として生まれた。建武15年（39年）に東平公に封じられ、建武17年（41年）に東平王に昇進した。若い頃から経書を好み頭がよく、美しいヒゲの持ち主で腰周りはとても大きかった。明帝が非常に寵愛し、明帝が即位すると驃騎将軍に任命され、特に40人の属官を置く事を許され、地位は三公の上位とされた。また永平元年（58年）には劉蒼の子2人が列侯に封じられ、翌年には東平国に5県が加増された。
劉蒼は大臣たちと共に天地の祭祀や礼服の制度等の制定を議論した。明帝が巡狩に出て都を離れる際は、劉蒼が留まって皇太后を守った。
永平4年（61年）春、明帝が洛陽近辺に出て城や屋敷を見た後、狩猟を行おうとしているのを知った劉蒼は、農繁期である春に行うべきでないと諌めたため、明帝は即座に宮殿に戻った。
劉蒼は明帝の兄弟の身で政務を助け、名声が日々重くなっていくのに不安を感じ、上書して将軍位を返上し国へ帰ることを願った。明帝は最初認めなかったが、劉蒼は何度も願ったため、永平5年になって帰国を許された。ただし驃騎将軍の返上は許されず、驃騎将軍の長史を東平国の太傅とし、属官は東平国の中大夫や郎とすることとなった。
翌永平6年、明帝は魯に行幸し、そこで劉蒼を召し出して共に洛陽へ戻った。翌年に皇太后が死去し、葬儀が終わると劉蒼は帰国した。永平11年（68年）には他の王と共に洛陽に入朝し、そこで彼の5歳以上の王子全員を列侯とするよう列侯印19個を与えられた。同15年（72年）には明帝が東平国を訪れ、明帝が自分で作った『光武本紀』を見せると、劉蒼は『光武受命中興頌』を献上した。
章帝が即位すると彼への尊重は先代以上であった。章帝が原陵（光武帝陵）、顕節陵（明帝陵）のために県（陵邑）を起こそうとしたのを諌めると章帝はそれに従った。それ以降、朝廷で疑問となることがあると使いを出して劉蒼に尋ねるようになり、劉蒼も真心でそれに答えたので、どれも受け入れられた。
建初7年（82年）、帰国した劉蒼は病気になり、章帝は名医を派遣し、使者を何度も遣わしたが、翌年に逝去した。章帝は大鴻臚や五官中郎将を葬儀のために派遣するなど特別な恩寵を与え、葬儀の際には死を悼む策を出した。劉蒼は憲王と諡された。
劉蒼は封建されてから45年で死亡し、子の懐王劉忠が国を継いだ。また章帝は東平国を分割して劉忠の弟の劉尚を任城王に立てた。東平国はその後も継承され、漢が滅びるまで続いた。

## エピソード
中国の説話集『蒙求』には次のような逸話が収録されている。
封国に帰った劉蒼が上京した折、明帝は彼に向かってこう尋ねた。
「封国で暮らしている間、何が一番楽しかったかね」
すると劉蒼はこう答えた。
「善いことをするのが最も楽しかったです」
皇帝の同母弟という皇位に最も近くて遠い難しいポジションにいながら、兄や甥からも猜疑されることなく、むしろ慕われたのはこんな事が言える本人の人柄にあったのだろう。劉蒼の死後、章帝は劉蒼の旧居に訪れると「故人を偲んで彼の故郷に来てみたが、家だけあって故人はいない」と歎いたそうである。